# Света Троица (Мостар)
„Света Троица“ (на сръбски: Црква Светој тројици) е православна църква в град Мостар, Босна и Херцеговина. Част е от Захумско-херцеговинската и Приморска епархия на Сръбската православна църква и е катедрален храм на епархията от построяването си в 1873 до разрушението в 1992 година. В края на XIX век е най-голямата църква на Балканите.

## История
Църквата е дело на видния български дебърски майстор строител Андрей Дамянов и е завършена в 1873 година. Дамянов вероятно участва и във вътрешната декорация на храма. Известна негова икона от храма е „Иисус Христос“.
Разрушена е напълно в юни 1992 година по време на Войната в Босна и Херцеговина.
Реновацията на църквата започва в 2010 година.